# Busuck
Busuck, auch Bjusöck oder Bjusock, war eine Masseneinheit (Gewichtsmaß) auf Borneo. Verwendet wurde das Maß für Gold, Silber, Diamanten und sonstige kostbare Waren. Das Maß galt als schwankend zwischen 0,25 und 0,32 Gramm und auch unter den Orten Banjarmasin und Succadana. 
- 1 Busuck = 1/128 Tehl/Tail = 0,3107 Gramm
- 8 Busuck = 4 Copang = 1 Mace = 2,4855 Gramm